# Belmont, Bas-Rhin
 Belmont  là một xã thuộc tỉnh Bas-Rhin trong vùng Grand Est đông bắc Pháp.